# Gilroy Thurton
Gilroy Ronald „Bredda” Thurton Sr. (ur. 7 września 1993 w Belize City) – belizeński piłkarz występujący na pozycji lewego pomocnika, reprezentant kraju, obecnie zawodnik San Pedro Pirates.

## Kariera klubowa
Thurton pochodzi z miasta Belize City. Uczęszczał do szkoły podstawowej St. John’s Anglican School i reprezentował ją w turniejach piłkarskich. Trenował w szkółce klubu Kulture Yabra FC, a także grał w koszykówkę w klubie Kraal Road na poziomie juniorskim. W grudniu 2008 został wybrany najlepszym piłkarzem młodzieżowego turnieju Third World Future Christmas Cup. W listopadzie 2009 wziął udział w lokalnych rozgrywkach Interoffice Football Championship w barwach drużyny Conscious Youth Development Programme (CYDP). Już jako siedemnastolatek zadebiutował w lidze belizeńskiej w zespole FC Belize. Stamtąd w 2012 roku przeniósł się do R.G. City Boys United.
W kolejnych latach Thurton, równolegle do występów w lidze belizeńskiej, licznie brał udział w turniejach regionalnych. W lipcu 2011 zagrał w Super League Belize City First Division jako zawodnik Yabra FC, we wrześniu 2011 wygrał Belize City Champions Cup z FC Belize, otrzymując nagrodę dla najlepszego gracza turnieju, a w listopadzie 2011 wystąpił w barwach Complex Admirals w BDFA Summer Tournaments. W styczniu 2012 jako piłkarz ekipy West Lake wziął udział w Belize Bank Xmas Cup, zaś w lutym 2012 wygrał z Yabrą FC turniej CYDP Peace Cup Championship (w finale strzelił zwycięskiego gola bezpośrednio z rzutu rożnego, został wicekrólem strzelców i najlepszym piłkarzem rozgrywek).
W 2013 roku Thurton został piłkarzem klubu Verdes FC. Jego barwy reprezentował przez kolejne sześć lat, zdobywając dwa mistrzostwa Belize (2014/2015 Closing, 2017/2018 Opening) oraz trzy wicemistrzostwa Belize (2015/2016 Opening, 2016/2017 Closing, 2018/2019 Opening). W lutym 2014 wraz z kilkoma kolegami z drużyny został zawieszony przez Belizeński Związek Piłki Nożnej na sześć miesięcy za spowodowanie bójki podczas jednego z meczów. Był opisywany przez media jako jedna z gwiazd ligi belizeńskiej, chwalony za świetny drybling i nazywany „magikiem”. We wrześniu 2017 wziął udział w turnieju Football Peace Cup, reprezentując barwy drużyny Tut Bay. W styczniu 2018 złamał rękę, wobec czego przez dłuższy czas był wyłączony z gry dla Verdes. W grudniu 2018 zagrał w kolejnej edycji CYDP Peace Cup, tym razem w zespole Caesar Ridge, a w czerwcu 2019 wystąpił na Rural North Football Tournament w barwach Fabers Road United.
W lipcu 2019 Thurton przeszedł do zespołu Wagiya FC. Tam spędził rok, po czym podpisał umowę z San Pedro Pirates FC.

## Kariera reprezentacyjna
W marcu 2013 Thurton znalazł się w składzie reprezentacji Belize U-20 na Igrzyska Ameryki Środkowej w San José. Rozegrał tam dwa z trzech spotkań (wszystkie w wyjściowym składzie) i zdobył gola w meczu z Salwadorem (1:1), a jego drużyna odpadła z męskiego turnieju piłkarskiego w fazie grupowej.
Pierwsze powołanie do seniorskiej reprezentacji Belize Thurton otrzymał na zgrupowanie w październiku 2012. Był brany pod uwagę przez selekcjonera Leroya Sherriera Lewisa przy ustalaniu kadry na turniej Copa Centroamericana, lecz nie zdecydował się stawić na konsultacjach. Kolejny raz został powołany na zgrupowanie w listopadzie 2014, zaś w styczniu 2017 znalazł się w ogłoszonym przez Ryszarda Orłowskiego składzie na Copa Centroamericana. Jego powołanie spotkało się z entuzjastycznym przyjęciem przez belizeńską prasę. Właśnie na tym turnieju, 17 stycznia w przegranym 1:3 meczu z Salwadorem, zadebiutował w pierwszej reprezentacji. Później zagrał jeszcze w dwóch spotkaniach, zaś Belizeńczycy zajęli ostatnie, szóste miejsce w Copa Centroamericana.